# Philodendron grandifolium
Philodendron grandifolium är en kallaväxtart som först beskrevs av Nikolaus Joseph von Jacquin, och fick sitt nu gällande namn av Heinrich Wilhelm Schott. Philodendron grandifolium ingår i släktet Philodendron och familjen kallaväxter. Inga underarter finns listade.